# Anthurium alegriasense
Anthurium alegriasense är en kallaväxtart som beskrevs av Adolf Engler. Anthurium alegriasense ingår i släktet Anthurium och familjen kallaväxter. Inga underarter finns listade.